# Albino Bocciai
Albino Bocciai, né le 20 avril 1920, à Trieste, en Italie et mort en 1974, à Trieste, en Italie, est un ancien joueur italien de basket-ball.

## Palmarès
- Finaliste du championnat d'Europe 1946
- Champion d'Italie 1940, 1941